# 필리핀워티피그
필리핀워티피그(Sus philippensis)는 멧돼지과에 속하는 작은 우제류의 일종이다. 멧돼지속에 속하는 4종의 필리핀 토착종 멧돼지의 하나이다. 나머지 3종은 비사야워티피그 (S. cebifrons), 민도로워티피그 (S. oliveri) 그리고 팔라완수염돼지 (S. ahoenobarbus)이고 모두 멧돼지과에 속하는 희귀종이다.

## 아종
적어도 3종의 아종이 알려져 있다.
- S. p. philippensis - 루손 섬과 인근 섬
- 민도로워티피그 (S. p. oliveri) - 민도로섬(별도의 종으로 승격하여 분류하기도 한다.)
- S. p. mindanensis - 민다나오섬